# Alfons de Cardona
|  | Per a altres significats, vegeu «Alfons de Cardona i Milà d'Aragó». |

Alfons Folc de Cardona (mort el 1543) fou almirall d'Aragó (1505-1512) i baró de Guadalest. Fill de Joan de Cardona i de Navarra i de Maria Fajardo. Es casà en el 1492 amb Isabel/Elisabet Roís de Liori i de Montcada, senyora de Betxí, Gorga i Travadell, Ribar-roja, i de la vall de Seta, germana gran d'Hipòlita Roís de Liori i de Montcada, filla de Joan Roís de Liori i de Mur (†1489, comte de Gagliano, a Sicília) i de Beatriu de Montcada i de Vilaragut, amb la que va tenir cinc fills:
- Caterina de Cardona i Roís de Liori, es casà amb Joan Francesc Coloma, senyor d'Elda.
- Joan de Cardona i Roís de Liori, senyor de Betxí i Gorga, es casà amb Lluïsa de Borja-Llançol de Romaní i de Sorell, filla d'en Joan de Borja-Llançol de Romaní i de Calataiud (fill d'en Roderic de Borja-Llançol de Romaní i de Montcada).
- Joana de Cardona i Roís de Liori, abadessa del monestir de la Concepció de Xàtiva.
- Sanç de Cardona i Roís de Liori, es casà amb Maria Colom i Toledo, neta d'en Cristofol Colom.
- Maria de Cardona i Roís de Liori, es casà també amb Joan Francesc Coloma, senyor d'Elda.

Ell i la seva família residien al Palau Reial de València, ja que era virrei del Regne de València.